# École espagnole d'histoire et d'archéologie de Rome
L'École espagnole d'histoire et d'archéologie de Rome (EEHAR) (en espagnol : Escuela Española de Historia y Arqueología en Roma ; en italien : Scuola Spagnola di Storia e Archeologia di Roma) est une institution culturelle espagnole dépendant du Conseil supérieur de la recherche scientifique ; créée en 1910 et basée à Rome, elle est notamment destinée à la recherche historique en relation avec l'histoire de l'Italie, ainsi qu'à l'étude des relations entre l'Espagne et l'Italie, de l'Antiquité à l'époque contemporaine.

## Administration

### Liste des directeurs[1]
Ordre chronologique
- Prof. Ramón Menéndez Pidal : 1911–1914
- Prof. Antonio García Solalinde (es) : 1914
- Prof. Antonio de la Torre y del Cerro (es) : 1914–1915
- Prof. Francisco Íñiguez Almech (es) : 1947–1965
- Prof. Manuel Jesús García Garrido (es) : 1965–1973
- Prof. Luis Suárez Fernández (es) : 1973–1976
- Prof. Evelio Verdera y Tuells : 1976–1978
- Prof. Martín Almagro Gorbea : 1979–1983
- Prof. Arnau Puig Grau (es) : 1986–1989
- Prof. Javier Arce Martínez : 1990–1997
- Prof. Manuel Espadas Burgos (es) : 1997–2006
- Prof. Ricardo Olmos Romera : 2006–2011
- Prof. Fernando García Sanz (es) : 2011–